# Kuqu
Kuqu (kinesiska: 库区, 库区乡) är en socken i Kina. Den ligger i provinsen Henan, i den centrala delen av landet, omkring 150 kilometer sydväst om provinshuvudstaden Zhengzhou. Antalet invånare är 35629. Befolkningen består av 18 723 kvinnor och 16 906 män. Barn under 15 år utgör 25,0 %, vuxna 15-64 år 67 %, och äldre över 65 år 7,0 %. Kuqu ligger vid sjön Luhun Shuiku.
Genomsnittlig årsnederbörd är 711 millimeter. Den regnigaste månaden är september, med i genomsnitt 138 mm nederbörd, och den torraste är januari, med 5 mm nederbörd.